# Гумарово
Гума́рово (рос. Гумарово) — присілок у складі Кувандицького міського округу Оренбурзької області, Росія.

## Населення
Населення — 84 особи (2010; 91 у 2002).
Національний склад (станом на 2002 рік):
- росіяни — 42 %
- башкири — 37 %